# Ischnothyreus browni
Ischnothyreus browni är en spindelart som beskrevs av Arthur M. Chickering 1968. Ischnothyreus browni ingår i släktet Ischnothyreus och familjen dansspindlar.
Artens utbredningsområde är Costa Rica. Inga underarter finns listade i Catalogue of Life.